# Гірськолижний спорт на зимових Олімпійських іграх 1968
Змагання з гірськолижного спорту на зимових Олімпійських іграх 1968 тривали з 9 до 17 лютого на лижному курорті Шамрусс, на південний схід від Гренобля (Франція). Програма складалася з 6-ти дисциплін. Жан-Клод Кіллі з Франції виграв усі три змагання серед чоловіків, повторивши досягнення Тоні Зайлера 1956 року. Відтоді жоден гірськолижник серед чоловіків не виборював три золоті медалі на одній Олімпіаді. (Згодом серед жінок Яниця Костелич здобула три золоті медалі на зимових Олімпійських іграх 2002 року).
Це була перша Олімпіада, де програма гігантського слалому серед чоловіків складалася з двох спусків, один спуск на день. Натомість, до 1980 року змагання з гігантського слалому серед жінок мали один спуск.
Єдиний раз результати олімпійських змагань зараховано в залік Кубка світу. Після сезону 1970 результати Олімпійських ігор і чемпіонатів світу не зараховували до заліку Кубка світу.

## Чемпіони та призери

### Таблиця медалей
| Місце              | Країна             | Золото | Срібло | Бронза | Загалом |
| ------------------ | ------------------ | ------ | ------ | ------ | ------- |
| 1                  | Франція (FRA)      | 4      | 3      | 1      | 8       |
| 2                  | Австрія (AUT)      | 1      | 1      | 3      | 5       |
| 3                  | Канада (CAN)       | 1      | 1      | 0      | 2       |
| 4                  | Швейцарія (SUI)    | 0      | 1      | 2      | 3       |
| Загалом (4 збірні) | Загалом (4 збірні) | 6      | 6      | 6      | 18      |

Джерело:

### Чоловіки
| Дисципліна         | Золото                   | Золото  | Срібло                  | Срібло  | Бронза                           | Бронза  |
| ------------------ | ------------------------ | ------- | ----------------------- | ------- | -------------------------------- | ------- |
| Швидкісний спуск   | Жан-Клод Кіллі · Франція | 1:59.85 | Гі Перійя · Франція     | 1:59.93 | Жан-Даніель Детвілер · Швейцарія | 2:00.32 |
| Гігантський слалом | Жан-Клод Кіллі · Франція | 3:29.28 | Віллі Фавр · Швейцарія  | 3:31.50 | Гайні Месснер · Австрія          | 3:31.83 |
| Слалом             | Жан-Клод Кіллі · Франція | 1:39.73 | Герберт Губер · Австрія | 1:39.82 | Альфред Матт · Австрія           | 1:40.09 |

Джерело:

### Жінки
| Дисципліна         | Золото                    | Золото  | Срібло                | Срібло  | Бронза                       | Бронза  |
| ------------------ | ------------------------- | ------- | --------------------- | ------- | ---------------------------- | ------- |
| Швидкісний спуск   | Ольга Палл · Австрія      | 1:40.87 | Ізабель Мір · Франція | 1:41.33 | Крістль Гаас · Австрія       | 1:41.41 |
| Гігантський слалом | Ненсі Ґрін · Канада       | 1:51.97 | Анні Фамоз · Франція  | 1:54.61 | Фернанде Бошатай · Швейцарія | 1:54.74 |
| Слалом             | Маріель Гуашель · Франція | 1:25.86 | Ненсі Ґрін · Канада   | 1:26.15 | Анні Фамоз · Франція         | 1:27.89 |

Джерело:

## Опис траси
| Дата        | Спуск                                     | Висота старту | Висота фінішу | Перепад висот | Довжина спуску | Середній нахил |
| ----------- | ----------------------------------------- | ------------- | ------------- | ------------- | -------------- | -------------- |
| Чет 9 лют   | Швидкісний спуск - чоловіки               | 2252 м        | 1412 м        | 840 м         | 2.890 км       | 29,1%          |
| П'ят 10 лют | Швидкісний спуск - жінки                  | 2252 м        | 1650 м        | 602 м         | 2.160 км       | 27,9%          |
| Суб 11 лют  | Гігантський слалом - чоловіки (1-й спуск) | 2090 м        | 1650 м        | 440 м         | 1.650 км       | 26,7%          |
| Нед 12 лют  | Гігантський слалом - чоловіки (2-й спуск) | 2153 м        | 1703 м        | 450 м         | 1.780 км       | 25,3%          |
| Сер 15 лют  | Гігантський слалом - жінки                | 2090 м        | 1650 м        | 440 м         | 1.610 км       | 27,3%          |
| П'ят 17 лют | Слалом - чоловіки (2 спуски)              | 1827 м        | 1650 м        | 177 м         | 0.520 км       | 34,0%          |
| Пон 13 лют  | Слалом - жінки (2 спуски)                 | 1806 м        | 1650 м        | 156 м         | 0.420 км       | 37,1%          |

Джерело:

## Країни-учасниці
У змаганнях з гірськолижного спорту на Олімпійських іграх у Греноблі взяли участь спортсмени 33-х країн. Збірна Марокко дебютувала в цьому виді програми, а східна та західна Німеччина вперше виступили окремо.
| - Аргентина (5) - Австралія (1) - Австрія (13) - Болгарія (1) - Канада (11) - Чилі (4) - Чехословаччина (3) - Фінляндія (2) | - Франція (11) - НДР (1) - Західна Німеччина (13) - Велика Британія (10) - Греція (2) - Ісландія (4) - Індія (1) - Іран (4) | - Італія (9) - Японія (7) - Південна Корея (1) - Ліван (3) - Ліхтенштейн (6) - Марокко (5) - Нова Зеландія (6) - Норвегія (7) | - Польща (2) - Румунія (2) - СРСР (7) - Іспанія (6) - Швеція (6) - Швейцарія (12) - Туреччина (7) - США (13) - Югославія (4) |